# SM U-27 (1913)
SM U-27 – niemiecki okręt podwodny, jednostka wiodąca typu U-27 z czasów I wojny światowej, który zatopił 10 statków o łącznej pojemności 31 120 ton i dwa okręty o łącznej wyporności 6 325 ton, w tym brytyjski okręt podwodny HMS E3.
U-27 został zwodowany 14 lipca 1913 roku w stoczni Kaiserliche Werft w Gdańsku, a 8 maja 1914 roku został formalnie przyjęty do służby w Kaiserliche Marine. Dowództwo okrętu otrzymał kapitänleutnant Bernd Wegener. Okręt wyróżnił się na tle działań podwodnych lat 1914-1918 pierwszym w historii zatopieniem okrętu podwodnego przez inną jednostkę tej samej klasy, a także zatopieniem jego samego przez brytyjski okręt pułapkę „Baralong”, z pogwałceniem przez jednostkę brytyjską prawa wojny i praw państw neutralnych.

## Budowa i konstrukcja
Budowa U-27 - okrętu prototypowego swojego typu - została rozpoczęta 19 lutego 1912 roku w stoczni Kaiserliche Werft w Gdańsku. W konstrukcji tej - opartej na wcześniejszych typach - kierowane przez Gustave Berlinga Unterseebootkonstruktionsbüro, położyło nacisk krótki na czas zanurzenia, który został ograniczony do zaledwie 80 sekund. Kadłub okrętu o długości 64,7 metra i szerokości 6,32 metra, wypierał 675 ton wody na powierzchni oraz 867 ton w zanurzeniu, przy czym okręt zdolny był do bezpiecznego zanurzenia na głębokość 50 metrów. Energię i napęd okrętu zapewniały dwa silniki Diesla MAN o łącznej mocy 2000 KM na powierzchni oraz dwa silniki elektryczne o łącznej mocy 1200 KM w zanurzeniu, które pozwalały na osiągnięcie przez U-27 prędkości 16,75 węzła na powierzchni i 9,75 węzła w położeniu podwodnym. U-27 został zwodowany 14 lipca 1913 roku, a 8 maja 1914 roku został oficjalnie włączony do służby w składzie Kaiserliche Marine.
Okręt miał typowe dla okrętów niemieckich tego czasu uzbrojenie w jedynie 6 torped kalibru 500 milimetrów, w dwóch wyrzutniach na dziobie i dwóch na rufie, wyposażony był także w jedno pokładowe działo kalibru 88 mm. Załoga okrętu składała się z 35 oficerów i marynarzy.

## HMS E3
Brytyjski okręt podwodny HMS E3 typu E, pod dowództwem Lcmd George'a Cholmleya, opuścił Harwich 16 października w towarzystwie HMS E8. Obydwa okręty miały wyznaczone indywidualne rejony patroli w pobliżu wyspy Borkum, w celu przechwytywania okrętów wypływających z Ems. 18 października 1914 o godzinie 11:25, patrolujący już samotnie E3 został wykryty przez zmierzający do bazy w Emden U-27. Niemiecka jednostka pod dowództwem Bernda Wegenera, pozostawała w zanurzeniu, przepływając w kierunku południowym przez sektor patrolu E3. Początkowo Wegener wziął wykryty obiekt za boję, szybko jednak wykluczył taką możliwość, z uwagi na fakt że obiekt poruszał się, w tym zaś rejonie nie powinno być żadnej boi. Po zmianie kursu na 255° celem identyfikacji, obiekt został rozpoznany jako okręt podwodny. Kapitan Wegener podjął decyzję o ataku podwodnym na brytyjski okręt, wymagało to jednak zmiany pozycji okrętu względem celu. U-27 z maksymalną prędkością podwodną zbliżał się do brytyjskiej jednostki, robiąc jednak przerwy co 400-500 metrów, w zamiarze podjęcia peryskopowej obserwacji celu i utrzymania namiaru. Wymagało to chwilowej redukcji prędkości, przy użyciu jedynie jednego silnika pracującego na wolnych obrotach.
Po ustawieniu okrętu dziobem w kierunku celu, w odległości ok. 600 metrów, U-27 wystrzelił w kierunku E3. Po około 12 sekundach na pokładzie niemieckiego okrętu usłyszano dużą eksplozję, a obserwacja powierzchni wykazała dużą liczbę szczątków okrętu, rozerwanego w połowie na dwie części, które szybko zatonęły wraz z załogą. Pierwotnie wprawdzie ocalało z eksplozji 4 ludzi, którzy w momencie ataku znajdowali się na mostku brytyjskiego okrętu, jednak Wegener nie chcąc ryzykować kontrataku ewentualnych innych pozostających w pobliżu brytyjskich jednostek, pozostał w zanurzeniu przez pół godziny, po wynurzeniu zaś nie odnaleziono jakichkolwiek rozbitków.
Akcja U-27 zapisała się w historii wojen morskich jako pierwsze w dziejach skuteczne zatopienie okrętu podwodnego przez inny okręt podwodny.

## Zatopienie przez HMS „Baralong”
Bernd Wegener aż do dnia zatopienia jego własnej jednostki 19 sierpnia 1915 roku, konsekwentnie stosował się do wymogów prawa, nakazujących udzielić załogom zatapianych statków czasu na opuszczenie jednostek. Tego dnia na Morzu Północnym w okolicach Western Approaches U-27 wykrył parowiec SS „Nicosian” i zmusił go do zatrzymania się, za pomocą strzałów przed jego dziób. U-27 umożliwił załodze parowca zajęcie miejsc w łodziach ratunkowych i przygotowywał się do zatopienia statku, gdy obserwatorzy na kiosku okrętu, dostrzegli nadpływający drugi parowiec, z wywieszoną amerykańską flagą oraz ze standardowymi znakami neutralności wymalowanymi na jego burtach. Na burcie wyraźnie widoczna też była nazwa statku „Ulisses S. Grant – USA”. Parowiec podniósł też standardowe flagi oznaczające, że zamierza podnieść załogę zatapianego pierwszego z parowców. Dowódca U-27 zezwolił „amerykańskiemu” statkowi podpłynąć nie niepokojąc go. „Ulisses S. Grant” był jednak w rzeczywistości brytyjskim statkiem-pułapką HMS „Baralong”, pod dowództwem komandora porucznika Godfreya Herberta, wyposażonym w ukryte pod plandekami trzy stare dwunastofuntowe (76 mm) działa. Dopiero w momencie przystąpienia do ataku i odkrycia uzbrojenia, „Baralong” podniósł brytyjską banderę wojenną. Gdy „Baralong” otworzył z niewielkiej odległości ogień do okrętu podwodnego, niemiecki okręt nie miał szans w bezpośredniej walce artyleryjskiej na powierzchni. Zdołał wystrzelić jedynie jeden pocisk w ogólnym kierunku brytyjskiej jednostki, natomiast „Baralong” wystrzelił 34 razy, co natychmiast zatopiło U-Boota. Z niemieckiego okrętu ocalało jedynie 12 ludzi, którzy znaleźli się w wodzie – w tym dowódca Bernd Wegener. Gdy jednak Niemcy płynęli wpław do wciąż unoszącego się na wodzie pierwszego z parowców, a czterech zdołało nawet dopłynąć do wciąż rozwieszonych u burty drabinek linowych, dowodzący brytyjską jednostką kmd Herbert rozkazał swojemu kontyngentowi 12 marines otworzyć ogień do niemieckich rozbitków.

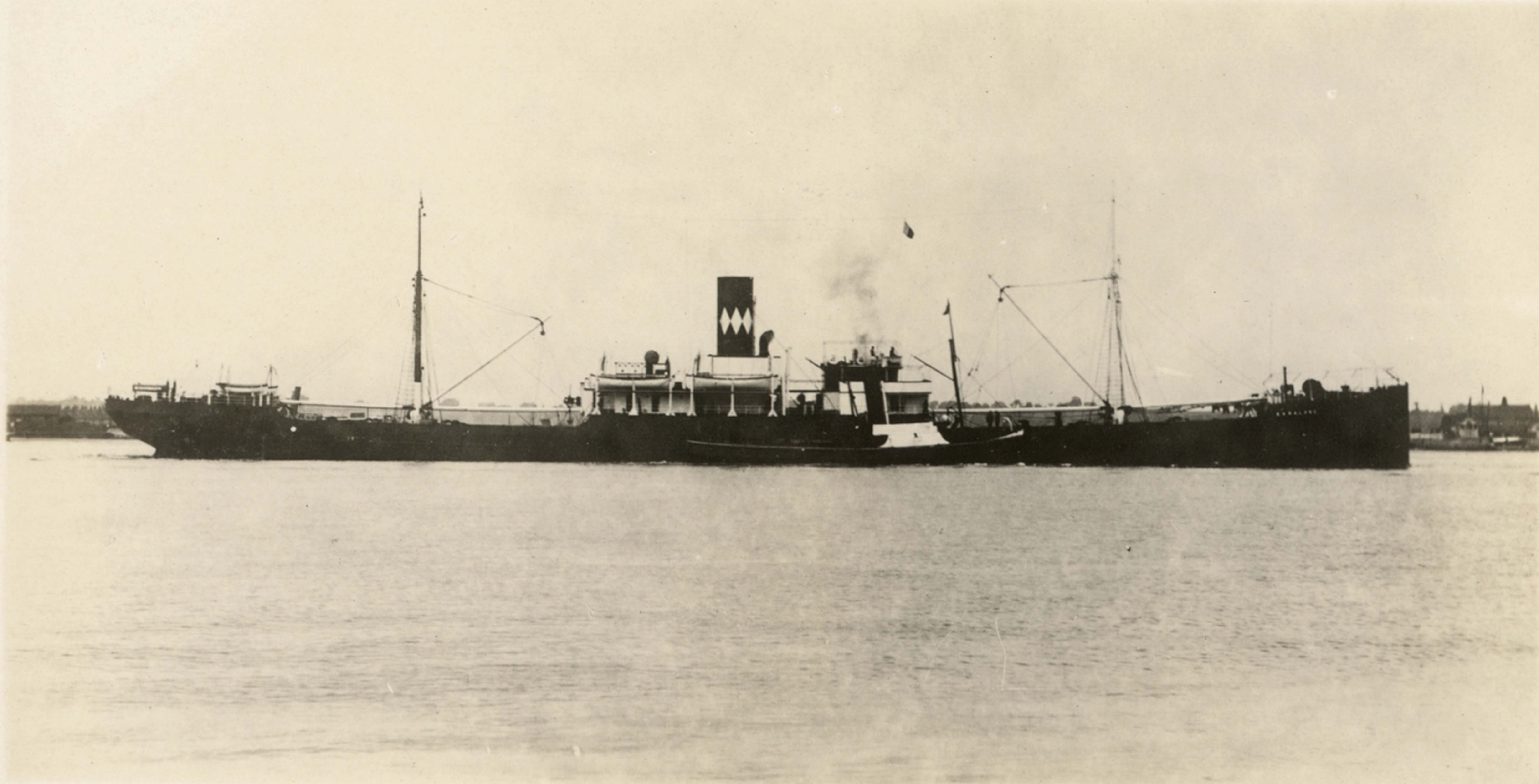
HMS Baralong.

W oficjalnym raporcie Herbert napisał, iż powodem wydania rozkazu otwarcia ognia do rozbitków była obawa, że Niemcy zamierzali przejąć opuszczony już parowiec wraz z jego wartościowym ładunkiem. Kilku rozbitków zostało w ten sposób zastrzelonych w wodzie, jednak czterech do sześciu rozbitków zdołało dostać się na pokład statku. Herbert rozkazał swojej załodze podpłynąć „Baralongiem” tak blisko parowca, że marines byli w stanie przeskoczyć bezpośrednio na pokład statku, po czym prowadzili na nim poszukiwania Niemców, kolejno zabijając każdego znalezionego. Znajdujący się na łodziach ratunkowych Amerykanie, którzy wsiedli na nie ratując się z zatrzymanego przez Niemców parowca, aktualnie będący w niewielkiej odległości od statku brytyjskiego, zeznawali później, iż słyszeli bezpośrednie instrukcje brytyjskiego dowódcy do swojej załogi, nakazujące zastrzelenie każdego Niemca.

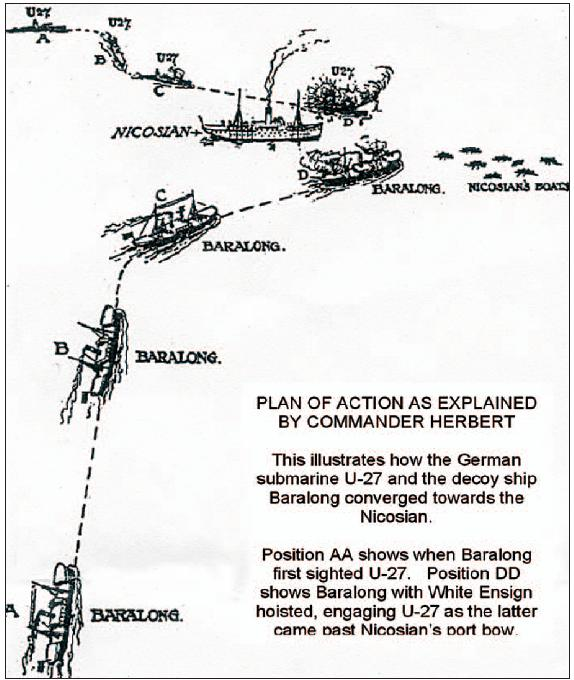
Schemat akcji przeciw U-27

Według jednej z wersji następnych wydarzeń, jednym z niemieckich rozbitków, którym udało się dostać na pokład parowca, był sam dowódca niemieckiego okrętu podwodnego, Wegener, który początkowo ukrywał się na statku, a następnie podjął próbę poddania się. Brytyjscy marines wciąż nie przerwali jednak ognia, toteż niemiecki dowódca usiłując uratować życie wyskoczył ze statku do wody, zmarł jednak dwukrotnie trafiony w wodzie przez strzelających do niego z pokładu żołnierzy brytyjskich. Czterech niemieckich żołnierzy ukryło się w maszynowni parowca, odnalezieni przez marines, według większości relacji zostali tam jednak zastrzeleni, mimo próby poddania się. Według relacji dowódcy Baralonga, niemieccy marynarze zostali zastrzeleni podczas próby przejęcia kontroli nad parowcem, gdy odmówili żądaniu poddania się.
Wielka Brytania usiłowała początkowo ukryć wydarzenie. Cywilni członkowie załogi „Baralonga” zostali zmuszeni do zaprzysiężenia tajemnicy, jednak ta próba zatajenia zdarzenia nie powiodła się, gdyż amerykańscy świadkowie z zatrzymanego przez Niemców parowca nie podlegali British Official Secrets Act i niektórzy z nich ujawnili zdarzenie prasie. Niemcy uznały zdarzenie za zbrodnię wojenną, żądając osądzenia za ten akt, co spotkało się z brytyjską odmową, gdyż – jak podnosili Brytyjczycy, Herbert działał z zamiarem uniemożliwienia zatopienia „Nicosiana”. Stany Zjednoczone wystosowały oficjalny protest przeciwko bezprawnemu użyciu amerykańskiej bandery i amerykańskich oznaczeń w celu zatopienia niemieckiego okrętu, Wielka Brytania uznała jednak, że akcja „Baralonga” była zgodna z długą tradycją używania fałszywych barw jako ruse de guerre, także więc amerykański protest spełzł na niczym. Trzy następne lata pełnej okrucieństw wojny spowodowały jednak, że incydent „Baralonga” poszedł w zapomnienie, zaś Godfrey Herbert otrzymał wkrótce dowództwa kolejnych okrętów, a po wojnie zajmował wysokie stanowisko biznesowe.  Należy mieć na uwadze, że wśród brytyjskich marynarzy panowała nienawiść do załóg okrętów podwodnych, zwłaszcza po zatopieniu „Lusitanii” i bezpośrednio poprzedzającym akcję przeciw U-27 zatopieniu statku SS „Arabic”, którego sygnały wzywające na pomoc odebrał „Baralong”.
W przegranych Niemczech Wegener stał się uosobieniem rycerskiego wojownika teutońskiego zdradzonego przez fałszywych wrogów. Gdy zaś nazistowskie Niemcy przygotowywały się do kolejnej wojny, imieniem Wegenera została nazwana 7 Flotylla U-Bootów.

## Zatopione jednostki
|                      | Nazwa           | Tonaż | Przynależność   |
| -------------------- | --------------- | ----- | --------------- |
| 18 października 1914 | HMS E3          | 725   | Royal Navy      |
| 31 października 1914 | „Hermes”        | 5 600 | Royal Navy      |
| 11 marca 1915        | „Bayano”        | 5 948 | Royal Navy      |
| 13 marca 1915        | „Hartdale”      | 3 839 | Wielka Brytania |
| 18 maja 1915         | „Drumcree”      | 4 052 | Wielka Brytania |
| 19 maja 1915         | „Dumfries”      | 4 121 | Wielka Brytania |
| 21 maja 1915         | „Glenholm”      | 1 968 | Wielka Brytania |
| 18 sierpnia 1915     | „Ben Vrackie”   | 3 908 | Wielka Brytania |
| 18 sierpnia 1915     | „Gladiator”     | 3 359 | Wielka Brytania |
| 18 sierpnia 1915     | „Magda”         | 1 063 | Norwegia        |
| 18 sierpnia 1915     | „Sverresborg”   | 1 144 | Norwegia        |
| 19 sierpnia 1915     | „Pena Castillo” | 1 718 | Hiszpania       |